# Silvio Stampiglia
Silvio Stampiglia (Civita Lavinia, 14 mars 1664 - Naples, 26 janvier 1725) était un poète et librettiste italien de la fin du XVIIe et du début du XVIIIe siècle.

## Biographie
Tôt versé dans la poésie, la carrière de Silvio Stampiglia fut facilitée par les liens tissés avec la puissante famille romaine des Colonna. Il entra au service de l'ambassadeur d'Espagne auprès du Saint-Siège et le suivit quand il devint vice-roi de Naples.
Vers 1700, il entra à Florence au service du grand-duc héritier de Toscane et mécène Ferdinand puis, en 1706, fut engagé à la cour impériale autrichienne pour y devenir poète officiel de Joseph Ier puis de Charles VI. Il y resta jusqu'en 1718, date à laquelle il retourna à Naples où il devait mourir en 1725.
Stampiglia fut l'un des fondateurs de l'Accademia dell'Arcadia, fondée à Rome en 1690 par des poètes qui avaient appartenu à l’entourage de la reine Christine de Suède. Son pseudonyme y était Palemone Licurio.
Précurseur des poètes Apostolo Zeno et Pietro Metastasio qui devaient être, après lui, poètes officiels à Vienne, il est l'auteur de nombreux livrets d'opéra, mis en musique par les plus grands compositeurs de l'époque — notamment Alessandro Scarlatti (huit opéras), Antonio Vivaldi, Georg Friedrich Haendel, etc.

## Œuvres
- La caduta de' Decemviri, livret pour Alessandro Scarlatti (1697). Repris plusieurs fois, notamment par Giovanni Porta, Domenico Sarro (1723) et Leonardo Vinci (1727).
- Partenope (1699). Repris dix fois à l'opéra, notamment par Georg Friedrich Haendel en 1730.
- L'Eraclea, livret pour Alessandro Scarlatti (1700).
- Tito Sempronio Gracco, livret pour Alessandro Scarlatti (1702).
- Turno Aricino, livret pour Alessandro Scarlatti (1704).
- Lucio Manlio l'imperioso, livret pour Alessandro Scarlatti (1706).